# Музей боротьби за Македонію
Музей боротьби за Македонію — музей в Салоніках, заснований 1981 року і присвячений грецькій Боротьбі за Македонію.

## Історія будівлі
Неокласична будівля, в якій розміщується музей, була розроблена визначним архітектором, який багато також працював в Афінах, Ернстом Ціллером і побудована до 1893 року. Фінансування будівництва здійснив відомий грецький філантроп Андреас Сінгрос.
У період 1894—1912 років будівля слугувала приміщенням для грецького консульства в Салоніках (тоді ще під владою Османської імперії), яке таємно організувало і керувало збройною Боротьбою за Македонію 1903—1908 років.
До землетрусу 1978 року будівля вміщала початкову школу. Нині будівля перебуває у приватній власності і надана музею Товариством Друзів Музею боротьби за Македонію.

## Експозиція
Музейні експонати включають книги, карти, газети і літографії Македонії, фотографічні матеріали, родинні коштовності, зброю, особисті речі та традиційні костюми македонських борців. Музей додатково оснащений електронною системою інформації, а також спеціально обладнаною залою для аудіовізуальних програм та діорамою, що описує життя і битви під час македонської боротьби.
Науково-дослідний центр, що працює на базі Музею, займається дослідницькою та видавничої діяльністю, на додаток до підтримки багатих архівних матеріалів за період 1870—1912 років.